# UNI EN ISO 12354-3
La norma UNI EN ISO 12354-3 ha lo scopo di calcolare l'isolamento acustico o la differenza di livello di pressione sonora di una facciata o di una diversa superficie esterna di un edificio. Il metodo di calcolo proposto si basa sulla valutazione del potere fonoisolante dei diversi elementi che costituiscono la facciata; il calcolo, considerando sia la trasmissione diretta sia la trasmissione laterale, fornisce dei risultati paragonabili ai valori ottenuti con misurazioni in opera.